# Aphelenchoides ritzemabosi
Anguillule des chrysanthèmes
Espèce
Aphelenchoides ritzemabosi, l’Anguillule des chrysanthèmes, est une espèce de vers nématodes de la famille des Aphelenchoididae.

## Description
Ce sont des vers Nématodes dont le corps peut atteindre 0,7 mm à 1,2 mm de long pour 18 µm à 30 µm. Le mâle est légèrement plus petit avec un longueur maximale de 1 mm. La tête est plus large que le cou et séparée du corps. Le stylet fait environ 12 µm. La femelle a un ovaire et sa vulve est située à environ 66% à 75% de la longueur du corps 30 µm. Ce ver a plusieurs épines effilées qui se trouvent au bout de la queue, et qui se courbent ventralement chez le mâle.
Ce parasite se nourrit des tissus mésophylles des feuilles et des bourgeons en croissance. Les feuilles jaunissent puis se noircissent. Le mouvement de ces nématodes est restreint aux veines. Ils survivent dans les feuilles sèches et le collet des plantes voire dans les graines comme dans le cas de Callistephus chinensis mais pas ou peu dans le sol. Les plantes infestées seront réinfectées chaque année lors de la pousse des feuilles.

## Distribution
Ce nématode a été trouvé dans les régions tempérées et aussi à haute altitude dans des pays tropicaux d'Afrique et d'Amérique du sud.

## Phytopathogène
Il est connu comme l'un des pathogènes des espèces de Chrysanthemum et les Aster ainsi que d'autres plantes causant le jaunissement et le noircissement des feuilles,. Chez les Chrysanthemum, il semble infecter préférentiellement les plantes à feuilles larges telles que les variétés Blanche Poitevine, Queen Mary, Raionant, Meistershtuck.
Les plantes peuvent être traitées à l'eau chaude à 46 °C pendant cinq minutes ou en augmentant la température de croissance de manière contrôlée.

## Taxonomie
Le nom valide complet (avec auteur) de ce taxon est Aphelenchoides ritzemabosi (Schwartz (d), 1911) Steiner (d) & Buhrer (d), 1932.
Ce taxon porte en français le nom vernaculaire ou normalisé suivant : anguillule des chrysanthèmes.

### Synonymie
Aphelenchoides ritzemabosi a pour synonyme :
- Aphelenchus ritzemabosi Schwartz, 1911

### Publications originales
- Aphelenchus ritzemabosi :
  - (de) M. Schwartz, « Die Aphelenchen der Veilchengallen und Blattflecken an Farnen und Chrysanthemum », Arb Kaiserl Boil Anstalt Land Forstwirtsch, 1911, vol. 8, p. 303–334.
- Aphelenchoides ritzemabosi :
  - (en) G. Steiner, « Notes on nemic diseases », Plant Disease Reporter, 1932, vol. 16, p. 2–3.